# Allanah Starr
 (novembre 2022).
Si vous disposez d'ouvrages ou d'articles de référence ou si vous connaissez des sites web de qualité traitant du thème abordé ici, merci de compléter l'article en donnant les références utiles à sa vérifiabilité et en les liant à la section « Notes et références ».
Allanah Starr est une actrice de films pornographiques trans, née le 8 juillet 1974 à Cuba. Elle est également modèle pour artiste.

## Biographie
Allanah Starr est née à Cuba et a émigré aux États-Unis à cinq ans, avec sa famille. Son père avait été un prisonnier politique. Elle a grandi à Miami, en Floride, et a déménagé à New York aux alentours de 1999. Elle a déclaré s'être « toujours senti extrêmement efféminée », mais n'a commencé à s'habiller avec des vêtements considérés comme féminins qu'à l'époque où elle a fréquenté l'école d'art.
Après des performances travesties sous le pseudonyme de Damian Dee-Divine, il entame sa transition de genre en 1994. À partir de 2022, Allanah anime la revue Fantasma Circus Erotica, présentée notamment aux Folies-Bergères.
Son film le plus célèbre s'intitule Big Boob Adventures Allanah Starr, dirigé et produit par la femme trans Gia Darling.

### Modèle d'art
Le plasticien britannique Marc Quinn réalise en 2009 Buck & Alannah, pour laquelle Allanah Starr et Buck Angel servirent de modèle. L’œuvre, représentant les deux transsexuels nus, est notamment présentée à la Fondation Cini à Venise en 2013.
Le duo de photographes plasticiens Pierre et Gilles la fait poser en 2024 pour Santa Allanah, œuvre présentée dans leur exposition personnelle Nuit électrique à la Galerie Templon à Paris,.

## Récompenses
- AVN Awards :
  - 2008 : Actrice transgenre de l'année (Transsexual Performer of the Year)